# Муниципальные общественные палаты (советы)
Муниципальные общественные палаты (советы)  — коллегиальные консультативные органы — субъекты общественного контроля, осуществляющие деятельность в муниципальных образованиях Российской Федерации. Представляют собой третий уровень условной системы общественных палат в РФ, в которую также входят Общественная палата Российской Федерации и общественные палаты субъектов Российской Федерации.
Основными целями муниципальных общественных палат (советов) являются:
- осуществление общественного контроля за деятельностью органов местного самоуправления;
- обеспечение взаимодействия граждан, некоммерческих организаций с органами местного самоуправления.

Основными задачами муниципальных общественных палат (советов) являются: проведение мероприятий общественного контроля в форме общественного мониторинга, общественной проверки, общественной экспертизы (в том числе – проектов нормативных правовых актов),  а также в форме общественные обсуждения, общественных (публичных) слушаний; привлечение граждан, общественных объединений и иных некоммерческих организаций к формированию и реализации муниципальной политики по вопросам соблюдения прав и законных интересов граждан; выдвижение и поддержка гражданских инициатив, имеющих значение для муниципального образования.
Муниципальные общественные палаты и советы создаются на основании решений органов местного самоуправления, которые утверждают нормативные правовые акты о порядке их создания, формирования и осуществления деятельности. В некоторых субъектах России участие в формировании муниципальных общественных палат принимают органы государственной власти регионов и региональные общественные палаты.
Членами муниципальных общественных палат и советов становятся, как правило, местные гражданские активисты и (или) представители некоммерческих организаций не замещающие государственные должности Российской Федерации, должности федеральной государственной службы, государственные должности субъектов Российской Федерации, должности государственной гражданской службы субъектов Российской Федерации, муниципальные должности, должности муниципальной службы.
Первые муниципальные общественные палаты (советы) начали образовываться в 2005 году вскоре после создания общероссийской общественной палаты.

## Виды муниципальных общественных палат и советов
Практика создания в муниципальных образованиях общественных палат и советов различна. Основными нормативно-правовыми актами, регулирующим деятельность муниципальных общественных палат либо советов, являются положения о данных органах, утверждаемые органами местного самоуправления. При этом положения о муниципальных общественных палатах утверждаются, как правило, представительными органами местного самоуправления (собраниями депутатов), а положения о муниципальных общественных советах – руководителями исполнительных органов местного самоуправления (главами администраций).
Они могут быть следующих форм:
- Муниципальные палаты общественных образований
- Общественные советы муниципальных образований
- Общественные советы при главе муниципального образования
- Советы общественности при администрации
- Советы общественности при главе администрации
- Общественные советы при администрации

## Формы работы
В качестве основных форм работы общественных палат и советов муниципальных образований выступают мероприятия общественного контроля, а также пленарные заседания и заседания постоянных или временных комиссий, а также рабочих групп. Помимо этого, как правило, создаются советы общественных палат (советов) — рабочие органы палат. Постоянные комиссии и их состав утверждаются на пленарном заседании палаты. Председатели постоянных комиссий избираются из числа членов комиссии на заседании палаты.

## Полномочия
К основным полномочиям муниципальных общественных палат (советов) относятся обсуждение и выдвижение общественных инициатив по вопросам местного значения, принятие рекомендаций органам местного самоуправления, проведение общественной экспертизы проектов муниципальных нормативных и правовых актов, имеющих серьёзное значение в рамках муниципалитета и проживающих на его территории граждан, а также проведение иных мероприятий общественного контроля.
Муниципальные общественные палаты и советы могут проводить общественные мониторинги, общественные проверки, общественные экспертизы, общественные обсуждения, общественные (публичные) слушания.
Муниципальные нормативные правовые акты об общественных палатах и советах муниципальных образований, как правило, предусматривают следующие полномочия муниципальных общественных палат и советов: обеспечение взаимодействия граждан, проживающих на территории муниципального образования с органами местного самоуправления, учёт общественно значимых законных интересов граждан, защита их прав и свобод при формировании и реализации муниципальной политики по наиболее важным вопросам экономического и социального развития муниципального образования; достижение общественного согласия при решении важнейших социальных, экономических и политических вопросов местного значения.
Именно через эти коллегиальные консультативные органы в настоящее время, в той или иной степени, реализуется общественный контроль за деятельностью органов местного самоуправления.

## Количество муниципальных общественных палат (советов) по регионам РФ
Количество членов Муниципальных общественных палат (советов) может разниться по регионам, и составляет в среднем от 5 до 50 человек в зависимости от размера региона. (Так например в 2020 году в Общественной палате городского округа Домодедово было 46 членов, а в Общественном совете при Администрации Советского района Ростовской области 10 членов)
- Ростовская область — 55 (5 палат и 50 советов)[9]
- Московская область — 65 (все общественные палаты)[10]
- Ямало-Ненецкий автономный округ — 13 (все общественные палаты)[11]
- Ленинградская область — 18 (все общественные палаты)[12]
- Челябинская область — 43 (все общественные палаты)[13]
- Свердловская область — 67 (все общественные палаты)[14]

## Определение лучших палат и практик
Начиная с 2018 года, по инициативе ряда членов Общественной палаты Российской Федерации проводятся конкурсы по выявлению лучших муниципальных общественных палат и советов в разрезе федеральных округов РФ. Данные мероприятия имеют цель выявления наиболее эффективных практик взаимодействия палат (советов) как с гражданами так и с органами власти и местного самоуправления. В ряде регионов РФ членами ОПРФ проводятся опросы общественного мнения о деятельности муниципальных общественных палат и советов.
По результатам ряда конкурсов в 2019 и 2020 годах лучшими муниципальными палатами (советами) были признаны:
- Дальневосточной федеральный округ — Общественный совет при администрации муниципального образования «Город Северобайкальск» Республики Бурятия, Общественный совет при мэре муниципального образования городского округа «Долинский» Сахалинской области, Общественный совет Бикинского муниципального района Хабаровского края, Общественный совет муниципального образования «Город Белогорск» Хабаровского края[17].
- Северо-Западный федеральный округ — Совет сельского поселения Ыб Сыктывдинского района Республики Коми, Совет Светловского городского округа Калининградской области, Совет Онежского муниципального района Архангельской области[18].
- Уральский федеральный округ — Общественная палата Сорокинского муниципального района Тюменской области, Общественная палата Еткульского муниципального района Челябинской области, Общественная палата Горноуральского городского округа Свердловской области, Общественная палата Миасского городского округа Челябинской области[19].
- Южный федеральный округ — Общественная палата муниципального образования «Володарский район» Астраханской области, Общественная палата муниципального образования «Красноармейский район» Краснодарского края, Общественная палата города Волгодонска Ростовской области, Общественная палата города Шахты Ростовской области[20].

## Критика и перспективы развития института муниципальных общественных палат и советов
Мониторинг деятельности муниципальных общественных палат и советов, проведённый в рамках окружных конкурсов, организуемых членами Общественной палаты России, выявил ряд проблем:
- на городских и районных сайтах некоторых органов местного самоуправления отсутствует информация о контактах и (или) о результатах деятельности муниципальных общественных палат и советов[18]
- деятельность муниципальных общественных советов организуется при органах муниципальной власти, состав их членов определяется решением соответствующего органа местного самоуправления, поэтому муниципальные общественные советы не могут считаться в достаточной степени независимыми[21]
- большей степенью независимости от органов местного самоуправления обладают муниципальные общественные палаты, вместе с тем, федеральным законодательством России не предусмотрены обязанности органов местного самоуправления обеспечивать создание, формирование и материально-техническое обеспечение деятельности как муниципальных общественных советов, так и муниципальных общественных палат; это негативно влияет на эффективность деятельности данных общественных институтов[21].

По результатам обсуждения результатов деятельности муниципальных общественных палат и советов, а также на основании результатов опросов общественного мнения Общественная палата Российской Федерации приняла в 2018 и в 2019 годах Рекомендации, адресованные органам федеральной и региональной власти власти, а также органам местного самоуправления, общественникам.